# マラリア (バンド)
マラリア（Malaria!）は、1981年にグドゥルン・グーと、ベッティーナ・コスター（カリン・ルナーや、後にディ・クルップスに加入するエヴァ・ゴズリングと組んでいたMania Dを解散した）、ベアテ・バルテル（リエゾン・ダンジェルーズ）によって結成された西ベルリンの実験的な電子バンドである。他のメンバーには、マノン・P・ダースマ、クリスティネ・ハーン、スザンヌ・キュンケ（Die Hautのメンバーでもある）が含まれていた。彼女たちはほとんどの場合、ノイエ・ドイチェ・ヴェレとポストパンクに関連づけられている。
マラリアの最もポピュラーなレコードは『New York Passage』（Cachalot Recordsのためにエリック・デュフォールによりプロデュースされた）であった。これは、アメリカとヨーロッパ両方のインディーズ・チャートでトップ10に入り、バースデイ・パーティ、ジョン・ケイル、ニーナ・ハーゲンとのツアーへとつながった。
「Geld/Money」、「Your Turn to Run」、「You, You」（アン・カーライル監督）のビデオと、ドイツのドキュメンタリー『Super 80』でフィーチャーされた「Thrash Me」のライブ・ビデオが存在する。
2001年、『Versus』というタイトルのマラリアのカバーを集めたアルバムがリリースされ、チックス・オン・スピードによる「Kaltes Klares Wasser」の有名なカバーも収録された。

## ディスコグラフィ

### スタジオ・アルバム
- 『エモーション』 - Emotion (1982年)
- Cheerio (1993年)

### コンピレーション・アルバム
- Compiled (1991年)
- Compiled 1981–1984 (2001年)
- Versus (2001年)

### シングル、EP
- Malaria (1981年) ※12インチ
- "How Do You Like My New Dog?" (1981年) ※7インチ
- New York Passage (1982年) ※12インチ
- White Water (1982年) ※12インチ
- Revisited (1983年) ※ライブ・カセット
- Beat the Distance (1984年) ※12インチ
- Kaltes Klares Wasser (1991年) ※マキシCD
- Elation (1992年) ※マキシCD